# Équipe de France de basket-ball en 2008
En cette année 2008, l'équipe de France joue les qualifications pour le Championnat d'Europe de basket-ball 2009 en Pologne.

## Une année en bleu
Le président de la Fédération française de basket-ball, Yvan Mainini, a confié à Michel Gomez, qui avait déjà occupé le poste de sélectionneur entre 1993 et 1995, la tâche de qualifier l'équipe de France pour le prochain championnat d'Europe.
Gomez se voit confronter à de nombreux forfaits: Boris Diaw, qui a toujours été des campagnes des équipes de France, éprouve le besoin de souffler. De même pour Tony Parker. 
Il doit aussi faire face à la blessure de certains joueurs dont Florent Piétrus, un des cadres de l'équipe de France, où Mickaël Gelabale. Mickaël Piétrus, pour sa part, a décidé de ne pas participer aux qualifications.
Ronny Turiaf et Yakhouba Diawara ont également annoncé que leur présence est conditionnée à la signature de leur prochain contrat NBA.
Cyril Julian, après avoir mis un terme à sa carrière internationale après sa non-sélection pour le mondial 2006, envisage de renouer avec les bleus, mais pas pour cette campagne de qualification : il doit gérer le renouvellement de son contrat et une blessure au pied. Frédéric Weis, sur lequel Gomez comptait s'appuyer à l'intérieur, se déclare également inapte pour l'équipe de France.
Joseph Gomis, qui vient de réaliser une excellente saison en Liga ACB se déclare également forfait, blessé à un tendon d'Achille .
La première sélection de Gomez, en juillet, fait donc à un groupe rajeuni, s'appuyant principalement sur de jeunes joueurs opérant dans le championnat de France.
Les premiers résultats de cette équipe de France: les trois premières rencontres, disputées dans le cadre d'un tournoi à Bormio, se soldent par trois défaites, face à l'Israël, Pologne et l'Italie.
Malgré le retour de Turiaf, qui vient de signer un contrat avec les Golden States Warriors, le tournoi de Strasbourg confirme les problèmes des bleus: ils perdent de nouveau, face à la Finlande avant de remporter deux victoires face à la République tchèque et la Lettonie.
Peu de temps après, Tony Parker annonce son retour en équipe de France
Le premier match de qualification voit la France triompher de la Belgique, notamment grâce à Nando de Colo, qui réalise 28 points, dont un 9 sur 9 aux tirs. Mais Gomez surprend en faisant débuter Parker sur le banc.
Malgré un grand match de Parker, 30 points, à Kiev, la France s'incline de un point face à l'Ukraine, son deuxième adversaire. La troisième rencontre oppose la France à l'autre favori pour la qualification, la Turquie. Aux 32 points de Parker, la Turquie oppose cinq joueurs à 10 points et plus et l'emporte 77 à 65.
La France remporte ensuite son match en Belgique sur le score de 71 à 65, puis prend sa revanche sur l'Ukraine 
.
La France a besoin d'une victoire lors de la dernière rencontre, disputée à domicile contre la Turquie, pour se qualifier en tant que meilleur deuxième, son adversaire étant déjà assuré de terminer premier de son groupe. Malgré un Parker a 37 points, 10 sur 12 à 2 points et 3 sur 6 à 3 points, la France s'incline de 2 points. De plus les résultats dans les autres groupes ne sont pas favorables aux Français qui devront passer par une nouvelle phase de qualification en 2009 pour espérer jouer le Championnat d'Europe de basket-ball 2009.

## Les matches
| Date                      | Lieu       | Adversaire                | Score                     | Compétition               | Meilleur(s) marqueur(s) (France) |
| ------------------------- | ---------- | ------------------------- | ------------------------- | ------------------------- | -------------------------------- |
| 20 au 29 juillet 2008     | Vichy      | Stage (pas de rencontre). | Stage (pas de rencontre). | Stage (pas de rencontre). | Stage (pas de rencontre).        |
| 31 juillet au 2 août 2008 | Bormio     | Tournoi                   | Tournoi                   | Tournoi                   | Tournoi                          |
| 31 juillet 2008 à 17h00   | Bormio     | Israël                    | D 84 -67                  | A                         | Thomas Dubiez (13 points)        |
| 1er août 2008 à 17h00     | Bormio     | Pologne                   | D 82 - 76                 | A                         | Nando de Colo (22 points)        |
| 2 août 2008 à 20h00       | Bormio     | Italie                    | D 76 - 62                 | A                         | Nando de Colo (11 points)        |
| 3 au 5 août 2008          | Bormio     | Stage                     | Stage                     | Stage                     | Stage                            |
| 5 août 2008 à 20h00       | Bormio     | Italie                    | D 68 - 65                 | A                         | Thomas Dubiez (14 points)        |
| 3 au 17 août 2008         | Strasbourg | Stage et tournoi          | Stage et tournoi          | Stage et tournoi          | Stage et tournoi                 |
| 15 août 2008 à 20h30      | Strasbourg | Finlande                  | D 78 - 76                 | A                         | Nando de Colo (20 points)        |
| 16 août 2008 à 20h30      | Strasbourg | République tchèque        | V 66 - 64                 | A                         | Tariq Kirksay (11 points)        |
| 17 août 2009 à 17h30      | Strasbourg | Lettonie                  | V 92 - 66                 | A                         | Nando de Colo (17 points)        |
| 20 au 23 août 2008        | Levallois  | Stage                     | Stage                     | Stage                     | Stage                            |
| 20 au 27 août 2008        | Riga       | Tournoi                   | Tournoi                   | Tournoi                   | Tournoi                          |
| 25 août 2008 à 16h30      | Riga       | Géorgie                   | V 90 - 69                 | A                         | Nando de Colo (13 points)        |
| 26 août 2008 à 19h15      | Riga       | Lettonie                  | D 84 - 67                 | A                         | Tony Parker (13 points)          |
| 27 août 2008 à 10h30      | Riga       | République tchèque        | V 89 - 66                 | A                         | Tony Parker (20 points)          |
| 30 au 2 septembre 2008    | Nancy      | Stage                     | Stage                     | Stage                     | Stage                            |
| 3 septembre 2009 à 20h00  | Nancy      | Belgique                  | V 82 - 63                 | QE                        | Nando de Colo (28 points)        |
| 6 septembre 2008 à 15h30  | Kiev       | Ukraine                   | D 78 - 77                 | QE                        | Tony Parker (20 points)          |
| 10 septembre 2008 à 16H45 | Istanbul   | Turquie                   | D 77 - 65                 | QE                        | Tony Parker (32 points)          |
| 13 septembre 2008 à 20h00 | Charleroi  | Belgique                  | D 71 - 65                 | QE                        | Tony Parker (18 points)          |
| 17 septembre 2008 à 19h00 | Le Mans    | Ukraine                   | V 87 - 83                 | QE                        | Tony Parker (25 points)          |
| 20 septembre 2008 à 20h00 | Limoges    | Turquie                   | D 80 - 78                 | QE                        | Tony Parker (37 points)          |

D : défaite, V : victoire, AP : après prolongation
A : match amical, QE : Qualifications pour le Championnat d'Europe 2009

## L'équipe
- Sélectionneur : Michel Gomez
- Assistants :  Jean-Louis Borg, Jacques Commères

| Poste     | Joueur              | Nombre matchs | Nombre points | Club(s)                                                  |
| --------- | ------------------- | ------------- | ------------- | -------------------------------------------------------- |
| Arrière   | Yannick Bokolo      | 15            | 32            | Le Mans Sarthe Basket                                    |
| Intérieur | Stephen Brun        | 14            | 85            | Basket Club Maritime Gravelines Dunkerque Grand Littoral |
| Arrière   | Nando de Colo       | 15            | 191           | Cholet Basket                                            |
| Ailier    | Yakhouba Diawara    | 9             | 57            | Nuggets de Denver (NBA)                                  |
| Intérieur | Sacha Giffa         | 4             | 16            | Strasbourg Illkirch-Graffenstaden Basket                 |
| Ailier    | William Gradit      | 14            | 57            | JA Vichy                                                 |
| Intérieur | Dounia Issa         | 14            | 39            | JA Vichy                                                 |
| Ailier    | Tariq Kirksay       | 13            | 87            | UNICS Kazan (Russie)                                     |
| Intérieur | Claude Marquis      | 16            | 85            | Cholet Basket                                            |
| Meneur    | Tony Parker         | 9             | 216           | Spurs de San Antonio (NBA)                               |
| Intérieur | William Soliman     | 13            | 58            | Chorale Roanne                                           |
| Meneur    | Steed Tchicamboud   | 16            | 72            | Cholet Basket                                            |
| Intérieur | Ronny Turiaf        | 12            | 100           | Lakers de Los Angeles (NBA)                              |
| Intérieur | Pape Badiane        | 5             | 8             | Chorale Roanne                                           |
| Meneur    | Rodrigue Beaubois   | 0             |               | Cholet Basket                                            |
| Arrière   | Fabien Causeur      | 0             |               | STB Le Havre                                             |
| Ailier    | Laurent Cazalon     | 6             | 13            | Chorale Roanne                                           |
| Ailier    | Mamoutou Diarra     | 0             |               | PAOK Salonique (Grèce)                                   |
| Ailier    | Boris Diaw          | 0             |               | Suns de Phoenix (NBA)                                    |
| Arrière   | Thomas Dubiez       | 6             | 55            | Basket Club Maritime Gravelines Dunkerque Grand Littoral |
| Arrière   | Cédric Ferchaud     | 0             |               | Élan béarnais Pau-Orthez                                 |
| Arrière   | Abdoulaye M'Baye    | 0             |               | JDA Dijon                                                |
| Intérieur | Ian Mahinmi         | 0             |               | Spurs de San Antonio (NBA)                               |
| Intérieur | Joakim Noah         | 0             |               | Bulls de Chicago (NBA)                                   |
| Meneur    | Marc-Antoine Pellin | 8             | 33            | Chorale Roanne                                           |
| Intérieur | Johan Petro         | 0             |               | Supersonics de Seattle (NBA)                             |
| Intérieur | Ludovic Vaty        | 0             |               | Élan béarnais Pau-Orthez                                 |

## Sources et références
1. ↑  Diaw : «Besoin de me reposer»
2. ↑  « Je suis free agent et je ne veux pas prendre le risque d'une blessure, explique l'ailier des Warriors dans le Journal du Dimanche. Je ne viendrai pas en équipe de France. Je préfère revenir l'an prochain. », Pietrus, c'est non, sur le site du Figaro
3. ↑  Basket - Bleus - Julian veut revenir... en 2009, sur le site de l'Équipe
4. ↑  Joseph Gomis forfait, sur le site sport.fr
5. ↑  Gomez : « L'équipe de France A va devenir l'équipe des -20 ans »,sur le site de RMC
6. ↑  Retour de Parker, sur le site sport24.com
7. ↑  La première marche, sur le site de la Fédération française de basket-ball
8. ↑  Une défaite qui fait mal, sur le site de la Fédération française de basket-ball
9. ↑  Les Turcs au-dessus, sur le site de la Fédération française de basket-ball
10. ↑  L'essentiel est fait, sur le site de la Fédération française de basket-ball
11. ↑  L'Euro dans la douleur ?, sur le site de la Fédération française de basket-ball
12. ↑  La Pologne est encore loin, sur le site de la Fédération française de basket-ball
13. ↑  (en) Feuille de Statistique, sur le site de la FIBA Europe
14. ↑  (en) Feuille de Statistique, sur le site de la FIBA Europe
15. ↑  (en) Feuille de Statistique, sur le site de la FIBA Europe
16. ↑  (en) Feuille de Statistique, sur le site de la FIBA Europe
17. ↑  (en) Feuille de Statistique, sur le site de la FIBA Europe
18. ↑  (en) Feuille de Statistique, sur le site de la FIBA Europe